# Fayetteville (Arkansas)
Fayetteville ist eine Stadt im Washington County im US-amerikanischen Bundesstaat Arkansas. Das U.S. Census Bureau hat bei der Volkszählung 2020 eine Einwohnerzahl von 93.949 ermittelt. 
Fayetteville ist Sitz der County-Verwaltung. Das Stadtgebiet umfasst eine Fläche von 115,2 km2. Der Northwest Arkansas Regional Airport bietet eine gute Mobilität. In Fayetteville befindet sich der Hauptcampus der University of Arkansas.

## Sehenswürdigkeiten
- Arkansas Air Museum
- Arte Bella Fine Arts Gallery
- Ozark Military Museum

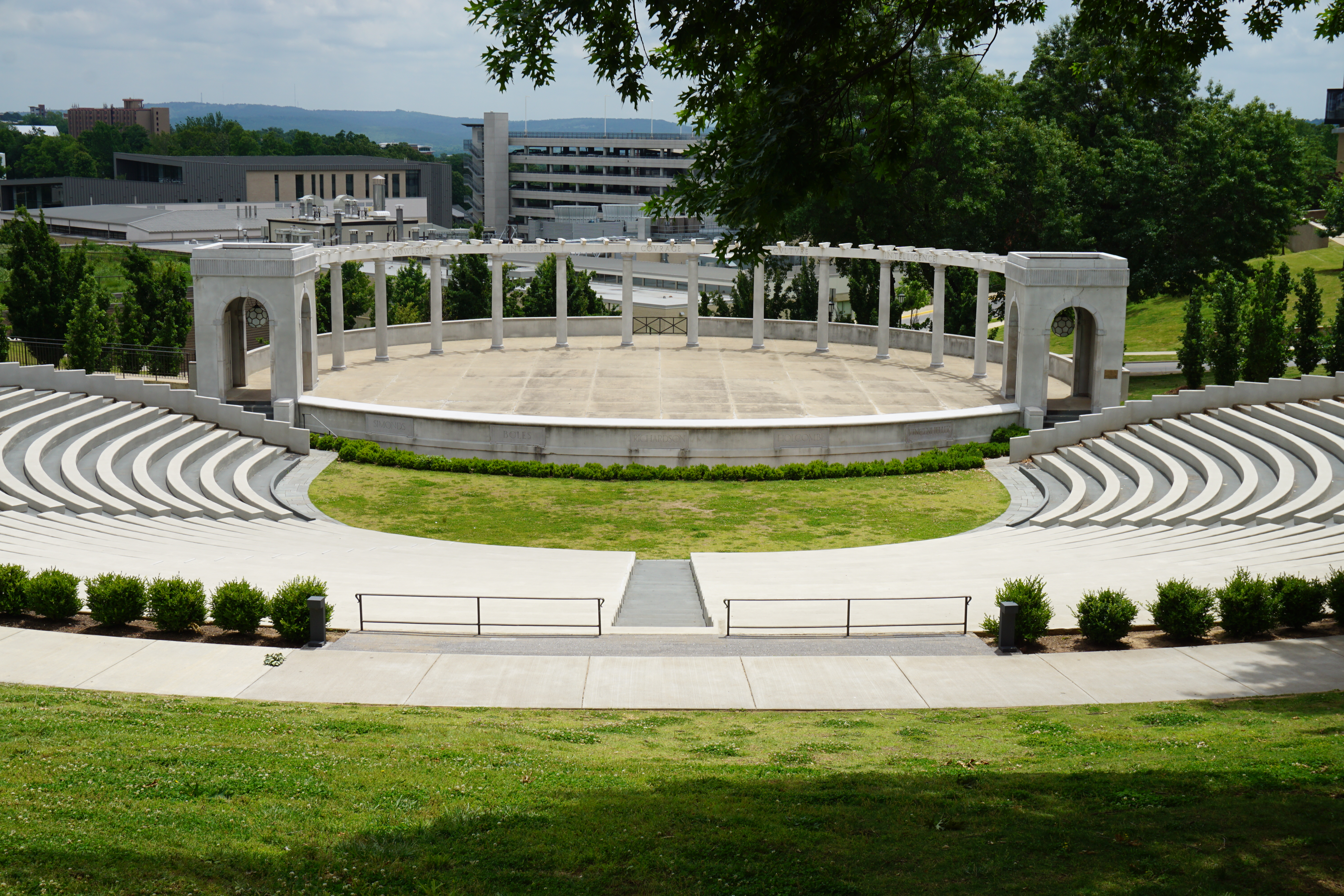
Das Chi Omega Greek Theatre ist einer der 64 Einträge der Stadt im NRHP.

Der National Park Service weist für Fayetteville 64 Bauwerke und Stätten aus, die im National Register of Historic Places (NRHP) eingetragen sind (Stand 24. November 2018).

## Städtepartnerschaften
Partnerstädte von Fayetteville sind Panama-Stadt in Panama und Xianning in der Volksrepublik China.

## Söhne und Töchter der Stadt
- Julius Gunter (1858–1940), Politiker und von 1917 bis 1919 der 20. Gouverneur des Bundesstaates Colorado
- David F. Johnson (1871–1951), Politiker
- Edward Durell Stone (1902–1978), Architekt
- Richard Oswalt Covey (* 1946), NASA-Astronaut
- Cliff Harris (* 1948), Footballspieler
- Lisa Blount (1957–2010), Schauspielerin und Produzentin
- Mark Pryor (* 1963), Politiker und Senator
- Josh Lucas (* 1971), Schauspieler und Produzent
- Evan L. Pettus (* um 1972), Generalleutnant der United States Air Force
- Blake Parker (* 1985), Baseballspieler
- Mike Conley, Jr. (* 1987), Basketballspieler